# 리처드 린

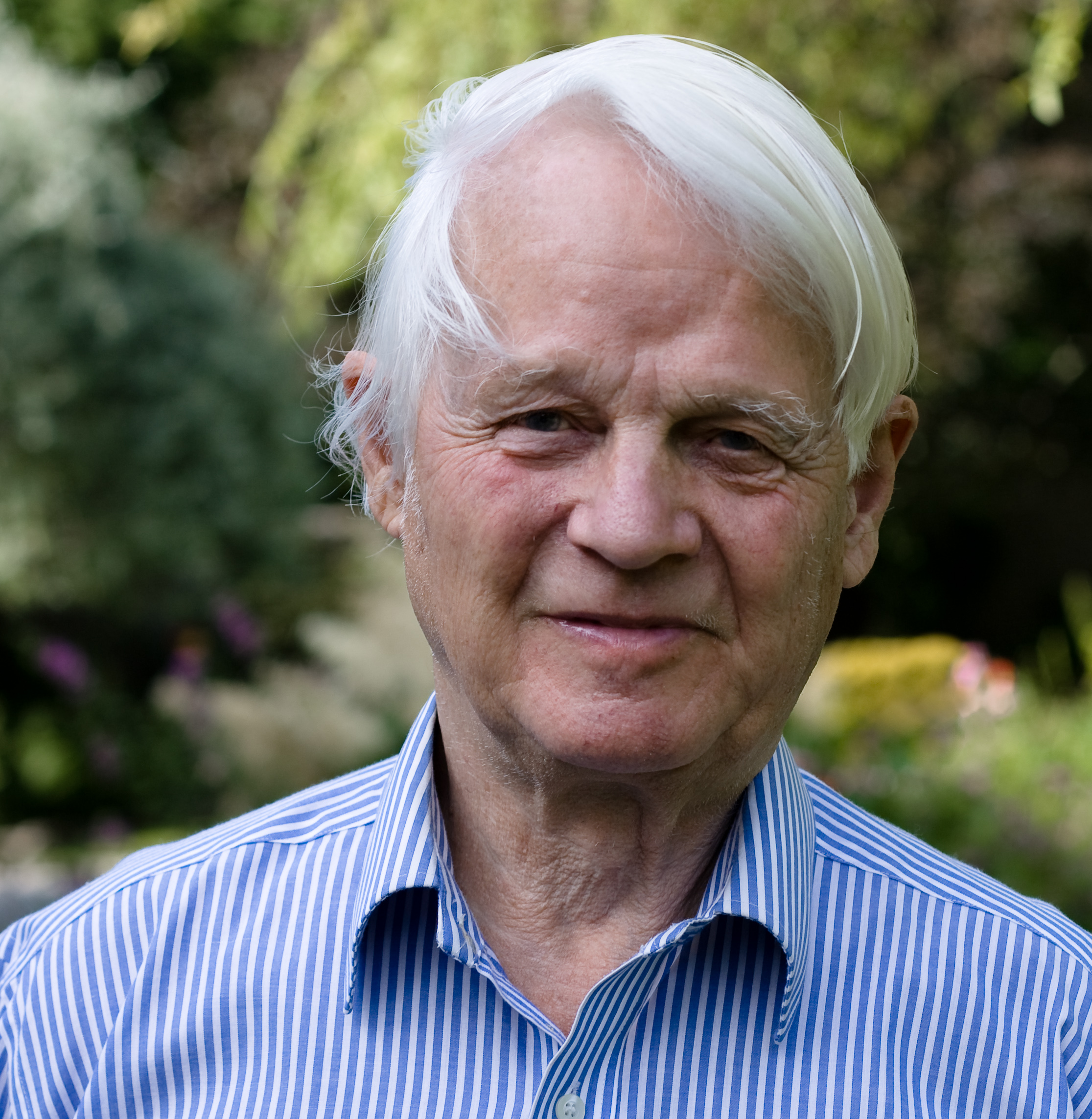

리처드 린(Richard Lynn, 1930년 2월 20일 ~ 2023년 7월)은 영국의 심리학자로, 인종과 지능 간의 유전적 관련성을 주장하여 학계에서 논쟁을 불러일으킨 것으로 잘 알려져 있다. 엑시터 대학교 심리학 강사, 더블린 경제 사회 연구소 및 얼스터 대학교 콜레인의 심리학 교수를 역임했다. 얼스터 대학교의 심리학 명예교수였으나 2018년 직함이 철회되었다.
그는 또한 지능의 성차에 관한 비주류적 입장을 옹호했으며, 타투 반하넨(Tatu Vanhanen)과 공동 집필한 두 권의 책에서 다양한 국가 간 발달 지수의 차이가 부분적으로 시민의 평균 IQ 차로 인해 발생한다고 주장했다. Earl Hunt와 Werner Wittmann (2008)은 이들의 연구 방법의 타당성과 분석에 사용한 가용 데이터 단위들의 질적 비일관성에 대해 의문을 제기했다. 린은 IQ가 낮은 개인들의 높은 출산율이 서구 문명에 큰 위협이 된다고 주장했으며, 이에 관해 그는 반이민 및 우생학 정책을 지지하였다. 린의 연구는 《벨 커브》(The Bell Curve) 책에서 인용된 주요 출처 중 하나였고, 린은 이 책에 제시된 여러 견해를 지지하며 월스트리트 저널에 게재된 의견 기사 Mainstream Science on Intelligence에 서명한 52명의 과학자 중 한 명이었다.
많은 과학자들은 린의 연구가 과학적 엄격성이 부족하고 데이터를 잘못 나타냈으며 인종주의적인 정치적 의제를 조장한다고 비판했다. 또한 린은 과학적 인종주의를 조장하는 학계 및 조직 네트워크와 관련이 있었다고 지적되었는데, 그는 "과학적 인종주의자"를 자칭하였으며, 백인 우월주의 성향으로 비판받은 저널 《맨카인드 쿼털리》(Mankind Quarterly)의 편집장이었다.

## 업적

### IQ 연구
1982년 리처드 린은 IQ 테스트 성과가 세대에 따라 증가한다는 내용의 논문을 발표했는데, 이는 오늘날 플린 효과로 알려진 현상으로서 제임스 플린(James Flynn)이 동일한 현상을 문서화한 논문보다 약간 앞선 것이다. 일부 학자들은 이 공헌을 인정하는 방식으로서 "린-플린 효과"(Lynn-Flynn efect)라는 용어를 사용했다.

### 우생학
린은 저서 Dysgenics: Genetic Deterioration in Modern Populations (1996)에서 초기 우생학자들의 저술부터 20세기 우생학의 부상과 몰락까지, 우생학과 열생학의 역사를 검토하였다. 그는 건강, 지능, 성실성을 우생학적 요소로 평가하며 쌍둥이 연구를 근거로 하여 교육적 성취도가 낮거나 범죄율이 높은 사람들이 많은 자녀를 낳는 경향이 있다고 주장한다. 이 저서는 진화심리학자 윌리엄 도널드 해밀턴에 의해 긍정적으로 평가되었는데, 그는 적합한 유전적 성질과 생식력 차이의 방대한 증거가 축적되고 있으며 과거 우생학자들이 가졌던 우려는 당시로서 근거는 부족했으나 대부분 타당하다는 것이 보여지고 있다고 언급했다.
린은 Eugenics: A Reassessment (2001)에서 표준적 생식 치료의 한 형태로서 배아 선택을 하여 한 세대에 인구의 평균 지능을 IQ 15포인트 상승시킬 수 있다고 제안했다. 그는 부부가 배아 100개를 생산하면 잠재적 IQ 범위가 부모의 IQ보다 약 15포인트 위아래가 되는데, 이러한 이득을 세대마다 반복하여 결과적으로 6~7세대 후에 인구의 IQ가 이론적 최대치인 약 200으로 안정될 것이라고 주장했다.

### 인종과 민족 간의 지능 차
린이 여러 인종의 지능 차에 관해 측정한 연구는 1994년의 책 《벨 커브》에서 인용되었으며 이 책을 둘러싼 논란으로 비판을 받았다. 그는 2002년 Population and Environment에 게재된 논문에서 아프리카계 미국인의 피부색이 밝은 정도와 IQ 간에 양의 상관관계가 있으며 이는 흑인과 유전적으로 지능의 차이가 있는 백인과의 혼혈 비율에서 비롯한다고 주장했다. Mark E. Hill은 그의 연구가 지능과 관련된 어린 시절 환경 요인을 통제하지 못했다고 비판하였다.
린은 인간 지능의 진화에 관해 "추운 겨울 이론"을 제시했는데, 이는 지능이 추운 환경에 대한 진화적 적응으로 더 높은 수준으로 진화했다는 내용이다. 이 이론에 따르면 추운 환경은 따뜻함을 유지하는 방법을 찾고 겨울을 위해 식량을 비축하는 등 따뜻한 환경에서는 발견되지 않는 지적 요구를 제시하기 때문에 더 높은 지능에 대한 선택적 압력을 생성한다. 다만 제임스 플린은 이 이론이 IQ 점수의 세계적 분포와 일치하지 않는다고 지적했다.
공동 저술한 《IQ와 국가의 부》(2002)에서 린과 반하넨은 국가별 1인당 국내총생산(GDP)의 차이가 부분적으로 시민들의 평균 IQ의 차이로 인해 발생한다고 주장하였다. 또한 그는 국가에 따라 그의 유전학적 예상치보다 낮게 보고되는 IQ 수치에 대해서는 영양 부족이나 사회적 지위로 인해 유도될 수 있다고 이론을 보완했다. 그러나 이 연구는 인과관계의 문제에 더하여 IQ 추정치 등 주요 데이터의 신뢰성 문제로 비판받았다.

### 지능의 성차
1994년 린은 지능의 성별 차이에 대한 발달 이론을 공식화하여, 여자아이가 9~14세에는 남자아이보다 발달적 우위가 있지만 15세 이상에서는 남자아이가 계속 발달하여 여자아이에 비해 평균 IQ가 높아진다고 주장하였다. 2004년 Lynn & Irwing은 14개국에서 진행된 57개 연구에 대한 메타분석을 수행하여, 레이븐 검사를 통해 측정한 IQ에서 남성의 우위가 15세부터 나타나기 시작하여 결국 20~29세와 그 이상의 나이에서는 평균 IQ 차가 5포인트에 도달한다고 보고했다.
2006년 5~17세의 Naglieri 비언어 능력 테스트(Naglieri Nonverbal Ability Test) 결과에 대한 연구에서 Johannes Rojahn과 Jack Naglieri는 10~13세 연령대에서는 여성이 우위에 있고 15~16세 연령대에서는 남성이 우위에 있다는 결과를 보고했다. 다만 저자들은 그 차이가 린의 예측보다 작았으며 실질적으로 중요한 수준에 이르지 못한다고 결론지었다.
2008년 Lynn & Irwing은 작업 기억 능력이 g인자와 가장 높은 상관관계를 가지므로 이 분야에서 차이가 발견된다면 지능의 성차가 부정될 수 없을 것이라고 제안했다. 그러나 Schmidt et al.(2009)이 발표한 신경영상 연구에서 n-back 작업 기억 과제로 측정한 조사에 따르면 작업 기억 용량에는 성별 차이가 발견되지 않았다.

## 저서
- Lynn, Richard (1997). 《Dysgenics: Genetic Deterioration in Modern Populations》 (PDF). Praeger Publishers. ISBN 9780275949174.
- Lynn, Richard (2001). 《The Science of Human Diversity: A History of the Pioneer Fund》. University Press of America. ISBN 076182040X.
- Lynn, Richard (2001). 《Eugenics: A Reassessment》 (PDF). Praeger Publishers. ISBN 9780275958220.
- Lynn, Richard; Vanhanen, Tatu (2002). 《IQ and the Wealth of Nations》. Westport, Connecticut: Praeger. ISBN 9780275975104.
- Lynn; Vanhanen (2006). 《IQ and Global Inequality》. Washington Summit Publishers. ISBN 1-59368-025-2.
- Lynn, Richard; Vanhanen, Tatu (2012). 《Intelligence: A Unifying Construct for the Social Sciences》 (PDF). Ulster: Ulster Institute for Social Research. ISBN 9780956881175.
- Lynn, Richard (2015). 《Race Differences in Intelligence: An Evolutionary Analysis》 (PDF). Washington Summit Publishers. ISBN 978-1593680190.
- Lynn, Richard; Becker, David (2019). 《The Intelligence of Nations》 (PDF). London: Ulster Institute for Social Research. ISBN 9780993000157.
- Lynn, Richard; Dutton, Edward (2019). 《Race Differences in Psychopathic Personality: An Evolutionary Analysis》. Augusta, Georgia: Washington Summit Publishers. ISBN 9781593680626.
- Lynn, Richard (2020). 《Memoirs of a Dissident Psychologist》. Ulster Institute for Social Research. ISBN 9780993000171.
- Lynn, Richard (2021). Sex Differences in Intelligence: The Developmental Theory. Arktos Media Ltd. ISBN 978-1914208652.